# 喜羊羊與灰太狼之喜氣羊羊過蛇年
《喜羊羊與灰太狼之喜氣羊羊過蛇年》（英語：The Mythical Ark : Adventures In Love & Happiness）是电视动画片《喜羊羊与灰太狼》的第五部电影版，亦是曾秀清離開無線後首部電影。

## 簡介
狼族終於崛起，灰太狼製造出新型飛船攻打羊村。但是灰太狼沉醉於各種發明，讓妻子紅太狼經常獨守空房。雖然物質生活越來越富足，但原本溫馨甜蜜的婚姻生活卻悄然變質，悍妻弱夫的甜蜜格局出現危機。青青草原也步入數碼時代，也有了高科技防禦系統和飛車，喜羊羊等人在慢羊羊的領導下組成羊羊特工隊，以防禦灰太狼的進攻，慢羊羊還發明了一個臭美自戀、經常幫倒忙的“機器喜羊羊”。可惜災難降臨，青青草原遭到神秘的詛咒，只有神舟才能拯救青青草原。最後在單純善良的“小蛇旺財”的幫助下，喜羊羊他們拯救了青青草原。

## 配音員

### 國語
- 喜羊羊-- 祖丽晴
- 灰太狼-- 张琳
- 懒羊羊/小灰灰-- 梁颖
- 慢羊羊/包包大人/泰哥/潇洒哥/黑大帅-- 高全胜
- 红太狼-- 赵娜
- 沸羊羊/旺財-- 刘红韵
- 美羊羊/暖羊羊/蛇妈-- 邓玉婷
- 蛇大伯(彪哥)-- 赵然
- 蛇爸-- 陈轶

### 粤語
- 喜羊羊-- 曾佩仪
- 灰太狼-- 罗伟杰
- 懒羊羊-- 林芷筠
- 小灰灰-- 吴敏熹
- 慢羊羊-- 黄志明
- 红太狼-- 刘惠云
- 沸羊羊-- 曾秀清
- 美羊羊-- 徐子珊
- 暖羊羊-- 程文意
- 旺财-- 周娉婷
- 蛇大伯(彪哥)-- 麦长青
- 蛇爸-- 陳旭明
- 蛇妈-- 李紫昕

## 主題曲
| 曲別   | 歌曲名稱                        | 作詞   | 作曲   | 演唱者                    | 備註   |
| 片頭曲 | 開心的戰鬥（國）/戰鬥號角（粵） | 盧永強 | 韋啟良 | 徐子珊（國）賴偉鋒（粵）  | 主題曲 |
| 片尾曲 | 保衛地球（囯）/得天獨厚（粵）   | 盧永強 | 韋啟良 | 胡彥斌（囯）/李逸朗（粵） |        |

## 電影插曲
| 曲別 | 歌曲名稱 | 作詞   | 作曲   | 演唱者                                  | 備註 |
| 插曲 | 我要高飛 | 李紫昕 | 李紫昕 | 李紫昕                                  |      |
| 插曲 | 山歌對唱 | 盧永強 | 韋啟良 | 祖麗晴、張琳（國） 曾佩儀，羅偉傑（粵） |      |

## 職員表
- 出品人：裘新、梁伯韜、鍾小秋
- 製作人：劉曼儀、楊文艷、余德偉、張偉東、葉超、陳斌、何宇、蔡瑞瓊、劉芳
- 監製：徐浩、戎子江、魚潔、黎麗斯、刑瑛
- 導演：簡耀宗
- 副導演（助理）：黃曉雪
- 編劇：石建娜、李炳林、王舒、吳潮威
- 配樂：韋啟良
- 剪輯：孫彩霞
- 配音導演：談斐、黃曉雪
- 藝術指導：簡耀宗
- 美術設計：楊敏傑
- 造型設計：廖錦聰、黃馨輝、朱子楠、周娉婷
- 燈光：李鑫、宋君宜、柯成強、梁彥栩、劉曉雨、王冠敏
- 錄音：一致數碼
- 場記：惠喆、哈磊、須軍元、王曄、譚斐、蘇惠怡、王瀚雋、吳彩華
- 佈景師：何嘉睿、梁淑婷、麥志堅
- 發行：須軍元

## 作品的變遷
| 廣東原創動力文化傳播有限公司            | 廣東原創動力文化傳播有限公司                | 廣東原創動力文化傳播有限公司 |
| --------------------------------------- | ------------------------------------------- | ---------------------------- |
|                                         | 喜羊羊與灰太狼之喜氣羊羊過蛇年 (2013.01.24) |                              |
| 喜羊羊與灰太狼之開心闖龍年 (2012.01.12) | 喜羊羊與灰太狼之飛馬奇遇記 (2014.01.16)     |                              |

## 外部連結
- 豆瓣电影上《喜羊羊與灰太狼之喜氣羊羊過蛇年》的資料 （简体中文）
- 1905电影网上《喜羊羊與灰太狼之喜氣羊羊過蛇年》的资料（简体中文）
- 时光网上《喜羊羊與灰太狼之喜氣羊羊過蛇年》的資料（简体中文）
- 互联网电影数据库（IMDb）上《喜羊羊與灰太狼之喜氣羊羊過蛇年》的资料（英文）
- Box Office Mojo上《喜羊羊與灰太狼之喜氣羊羊過蛇年》的資料（英文）
- 喜羊羊与灰太狼大电影五